# Core Web Vitals
Core Web Vitals це набір показників завантаження вебсторінок сайту, або критично важливих параметрів вебресурсу (укр.), визначений Google.
Станом на 2024 рік, основними є такі показники:
- LCP (Largest Contentful Paint) — момент відтворення найбільшого контенту;
- INP (Interaction to Next Paint)[1], тобто відгук інтерфейсу на взаємодію;
- CLS (Cumulative Layout Shift) — загальний зсув макета.

Ці показники загалом корелюють зі швидкістю завантаження вебсторінки, і можуть бути факторами ранжування SEO.
Універсальним засобом перевірки Core Web Vitals є інструмент PageSpeed Insights.